# Сквер І. М. Кожедуба
Сквер І. М. Кожедуба — комплексна пам'ятка природи місцевого значення в Україні. Об'єкт природно-заповідного фонду Сумської області. 

## Опис
Розташований у центральній частині села Ображіївка Шосткинського району. 
Площа 0,9 га. Статус надано 30.08.2005 року. Перебуває у віданні Ображіївської сільської ради.
Статус надано для збереження скверу з насадженням ялини колючої сріблястої форми та меморіальним комплексом, закладеного у рідному селі тричі Героя Радянського Союзу, маршала авіації Івана Микитовича Кожедуба.